# Obsonville
Obsonville település Franciaországban, Seine-et-Marne megyében. Lakosainak száma 120 fő (2022. január 1.). Obsonville Aufferville, Burcy, Garentreville és Ichy községekkel határos.

## Népesség
A település népességének változása:
| Lakosok száma | 98   | 102  | 108  | 112  | 114  | 111  | 109  | 115  | 120  |
|               | 2013 | 2015 | 2016 | 2017 | 2018 | 2019 | 2020 | 2021 | 2022 |